# 경기고용노동지청
경기고용노동지청은 근로자의 권익보호 및 복지증진과 참여·협력적인 노사관계의 구축, 산업안전, 직업능력개발, 고용지원사업 등 현장에서 노동행정을 집행하는 임무를 수행하기 위하여 설립된 대한민국 고용노동부 중부지방고용노동청 소속기관으로 경기고용노동지청장(3~4급)은 부이사관ㆍ서기관 또는 기술서기관으로 보한다. 경기도 수원시 장안구 서부로 2166(천천동 575-5)에 위치하고 있다. 2011년 3월 직제 개편에서 수원고용노동지청이 경기고용노동지청으로 승격하였다.

## 연혁
- 1968년 8월 20일 수원직업안정소발족
- 1970년 4월 7일 경기도 산재보험사무소 수원출장소
- 1973년 1월 1일 노동청 수원지방사무소 (2급지)
- 1974년 10월 2일 노동청 수원지방사무소 (1급지)
- 1981년 4월 8일 노동부 수원지방사무소 (청 → 부)
- 1981년 12월 28일 안양출장소 설치
- 1987년 12월 9일 수원지방노동사무소
- 1997년 11월 1일 경기인력은행 개소(1999년 8월 수원인력은행으로 명칭변경)
- 1998년 5월 6일 평택고용안정센터 개소
- 1998년 8월 31일 수원중부고용안정센터 개소
- 1999년 5월 27일 용인고용안정센터 개소
- 2000년 5월 27일 신축청사 준공 이전(수원시 권선구 장안구 율전동, <현>천천동)
- 2000년 9월 30일 수원인력은행 폐지
- 2001년 3월 12일 오산고용안정센터 개소
- 2001년 3월 19일 안성고용안정센터 개소
- 2004년 7월 1일 수원종합고용안정센터 개편(수원북부고용안정센터 폐지,흡수)
- 2006년 2월 27일 수원종합고용안정센터 이전(수원시 팔달구 인계동)
- 2006년 3월 2일 경인지방노동청 수원지청으로 명칭변경(대통령령 19367호)
- 2006년 7월 1일 직제개정에 따른 명칭변경(수원종합고용안정센터→수원종합고용지원센터, 용인고용안정센터→용인고용지원센터)
- 2008년 12월 22일 용인고용지원센터 이전(용인시 기흥구 구갈동)
- 2010년 7월 12일 중부지방고용노동청 수원지청으로 명칭변경<정부조직법(2010.6.4 공포, 2010.7.5. 시행. 법률 제10339호)개정>, 수원종합고용지원센터→수원고용센터, 용인고용지원센터→용인고용센터
- 2011년 3월 2일 중부지방고용노동청 경기지청으로 명칭변경<고용노동부와 그 소속기관직제 일부개정(대통령령 제22688호)

## 관할 구역
- 수원시
- 용인시
- 화성시

## 조직

### 경기고용노동지청장
- 근로개선지도1과
- 근로개선지도2과
- 산재예방지도과

## 소속기관
- 수원고용센터
- 용인고용센터

## 사건·사고 및 논란

### 경기지방고용노동청 신설 논란
2011년 2월 중부지방노동청 수원이전이 백지화된 데 이어, 3월 초에는 중부지방노동청 수원지청이 수원·성남·안양·안산·평택지청 등 경기 남부지역을 관할하는 지방청급 경기지청으로 승격됐다. 하지만 의정부·고양·부천지청 등 3개 지청은 여전히 경기지청 관할에서 제외된 채 중부노동청에 속해 있어 행정체계의 비효율성은 물론, 민원인들의 불편이 끊임없이 제기되고 있는 상황이다.
2011년 5월 9일 한국노총 경기지역본부, 민주노총 경기도본부, 경기경영자총협회, 경기도상공회의소연합회, 경기도경제단체연합회, 경기여성경제인협회 등 경기지역 노사단체들은 최근 뜻을 모아 경기지청이 아닌 경기도의 규모에 맞는 위상과 인력을 갖춘 '경기지방고용노동청' 신설을 촉구키로 했다.
2011년 8월 4일 경기지역 노사단체들이 이채필 고용노동부 장관과 면담을 갖고 경기지방고용노동청 신설을 촉구하기로 했다.

## 같이 보기
- 강원고용노동지청
- 중부지방고용노동청